# 217420 Олевськ
217420 Оле́вськ (217420 Olevsk) — астероїд головного поясу, відкритий 31 серпня 2005 року.